# Nissan NX

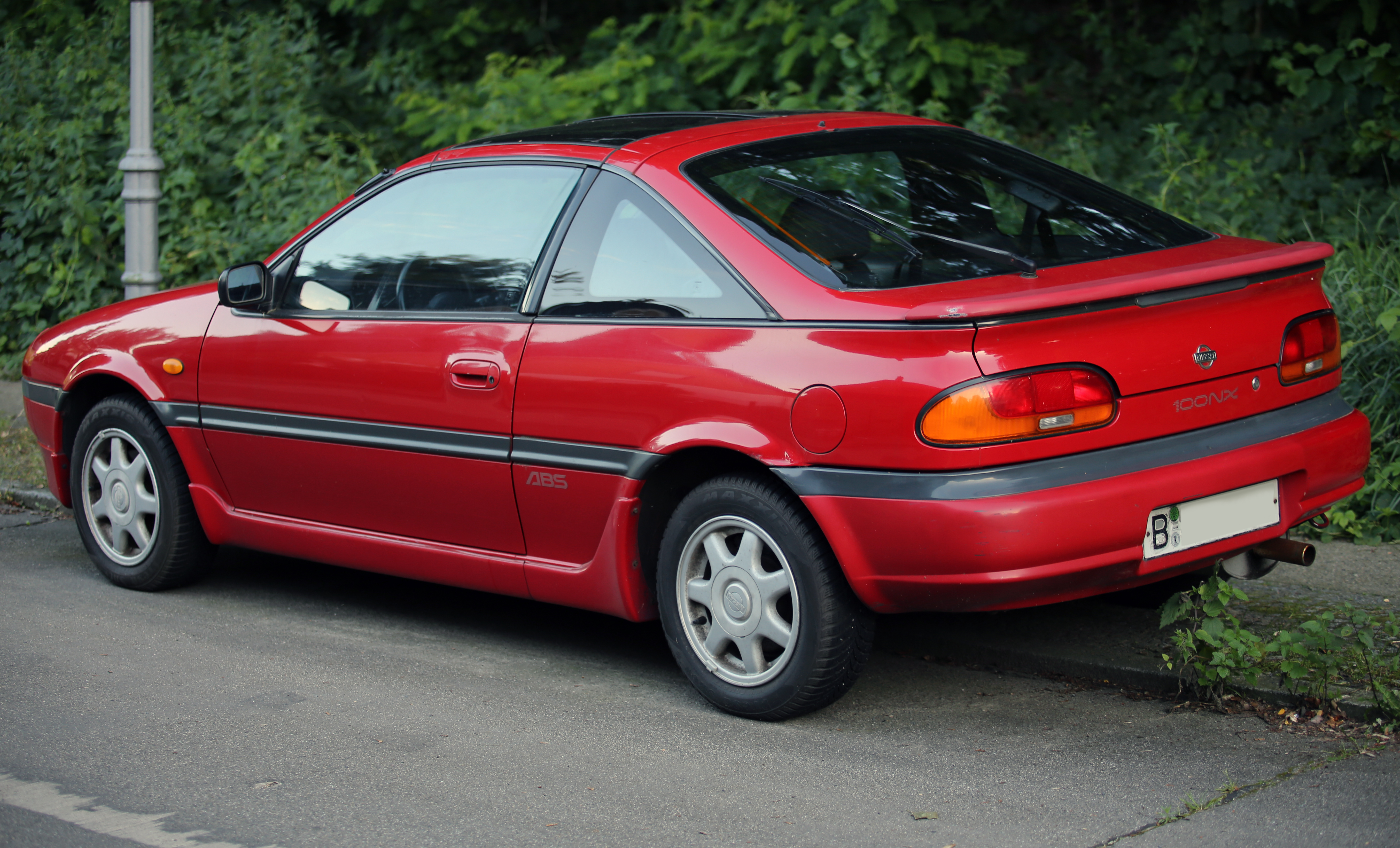
Вид сзади

Nissan NX — переднеприводной двухдверный спортивный автомобиль производства компании Nissan Motors. По сути, NX был дальнейшим развитием Nissan Pulsar NX/EXA, производившегося с 1987 по 1990 год, и Nissan Sunny Coupe 1970-х и 1980-х годов, объединив гаммы Nissan B13 и N14. Впервые был представлен в 1990 году в Японии.

## Модельный ряд

### NX1600/NX2000 (Северная Америка)
NX1600 выпущен на базе Sentra и оснащён 1,6-литровым двигателем GA16DE, а NX2000 выпущен на базе SE-R и оснащён 2,0-литровым двигателем SR20DE. Большинство моделей выпускалось в кузове Тарга, а остальные являлись хардтопами. Автомобили выпускались подразделением Nissan USA с 1991 по 1993 год. Кузов разработан в дизайнерской студии NDI (Nissan Design International) в Сан-Диего под руководством президента Джерри Хиршберга, главного дизайнера Blue Studio Аллана Флауэрса и штатных дизайнеров Брюса Кэмпбелла и Дуга Уилсона. 
NX2000, в отличие от SE-R, включал в себя такие технические усовершенствования, как увеличенные тормоза и шестидюймовые колёсные диски. Также автомобиль оснащён центральным подлокотником и большим двухжильным радиатором, а клиренс немного уменьшен. 

### 100NX (Европа)
100NX оснащался двигателями объёмом 1,6—2,0 л. До февраля 1993 года двигатель оснащался карбюратором, который со временем увеличивал расход топлива. С апреля 1993 по 1996 год двигатель оснащался более эффективной системой впрыска топлива. В ноябре 1993 года появилась комплектация SR (Steel Roof).
В 1995 году 100NX продавались в следующих комплектациях: Pacific (в Ирландии и Соединённом королевстве) и Sail (в Нидерландах). К характеристикам относятся подогрев сидений и электрические стеклоподъёмники. В некоторые комплектации входят подстаканники, держатели для зонтов, встроенных в переднюю стойку со стороны водителя, и стеклоочистители фар.

### 100NX (Великобритания)
100NX был представлен в Великобритании в апреле 1991 года, как часть модельного ряда Nissan Pulsar, заменившего Nissan Sunny Coupe 1.6 GSX. Британский импортёр Nissan UK вёл ожесточённый спор с Nissan Motor Corporation по поводу нормы прибыли. В попытке намеренно сократить долю рынка Nissan UK запустил всю линейку Pulsar без какой-либо рекламы, а также предоставив лишь ограниченную цветовую гамму и установив цены на все модели, значительно превышающие их позиции на рынке. На момент запуска 100NX был оснащён 1,6-литровым двигателем GA16DE мощностью 95 л. с. Стоимость базовой комплектации составила 14585 фунтов стерлингов. Опционально предлагались Т-образная крыша и АКПП. В январе 1992 года компания Nissan Motor Corporation создала собственного импортёра Nissan Motor (GB) LTD и обновила весь модельный ряд Nissan: 100NX теперь в стандартной комплектации оснащался легкосплавными дисками, Т-образной крышей и передними противотуманными фарами по более низкой цене в 11817 фунтов стерлингов и был доступен в полной цветовой гамме. С февраля 1993 по 1996 год двигатель оснащался более эффективной системой впрыска топлива.

### Sunny NX Coupé (Япония)
Nissan NX также продавался на внутреннем рынке Японии под названием Nissan Sunny NX Coupé. Некоторые модели являлись таргами, а остальные являлись хардтопами. В разное время автомобиль оснащался двигателями GA15DS, GA16DE, SR18DE или же SR20DE, каждый из которых сочетался в паре с АКПП или МКПП. Модели с 1,5-литровыми двигателями имели цифровой спидометр, в то время как остальные имели аналоговый датчик. Все японские отечественные модели были оснащены электрическими стеклоподъёмниками, кондиционером, усилителем рулевого управления, электрическими зеркалами заднего вида и центральным замком, который автоматически запирал двери на скорости 18 км/ч во время движения, и был эксклюзивным для японских дилерских центров Nissan Cherry Store.

### NX Coupé/NX-R (Австралия)
Nissan NX продавался в Австралии под названием Nissan NX Coupé. Модель NX-R включала дополнительную переднюю кромку с противотуманными фарами, боковые юбки, задний спойлер, 14-дюймовые легкосплавные диски (N14 SSS Pulsar), круиз-контроль, кожаное рулевое колесо и рычаг переключения передач, электрические стеклоподъёмники и ABS (антиблокировочная тормозная система). Автомобиль оснащался 2,0-литровым безнаддувным двигателем SR20DE мощностью 105 кВт и крутящим моментом 178 Н·м. Дифференциал с повышенным внутренним сопротивлением не предлагался. Заявленное время разгона до 100 км/ч составляет 8,2 секунды, а расход топлива — 8,4 л/100 км.

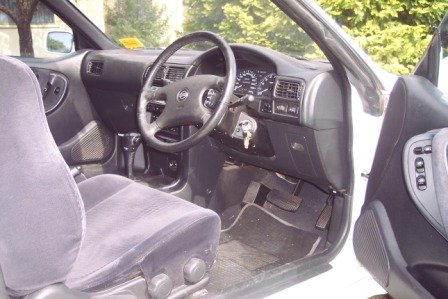
Интерьер
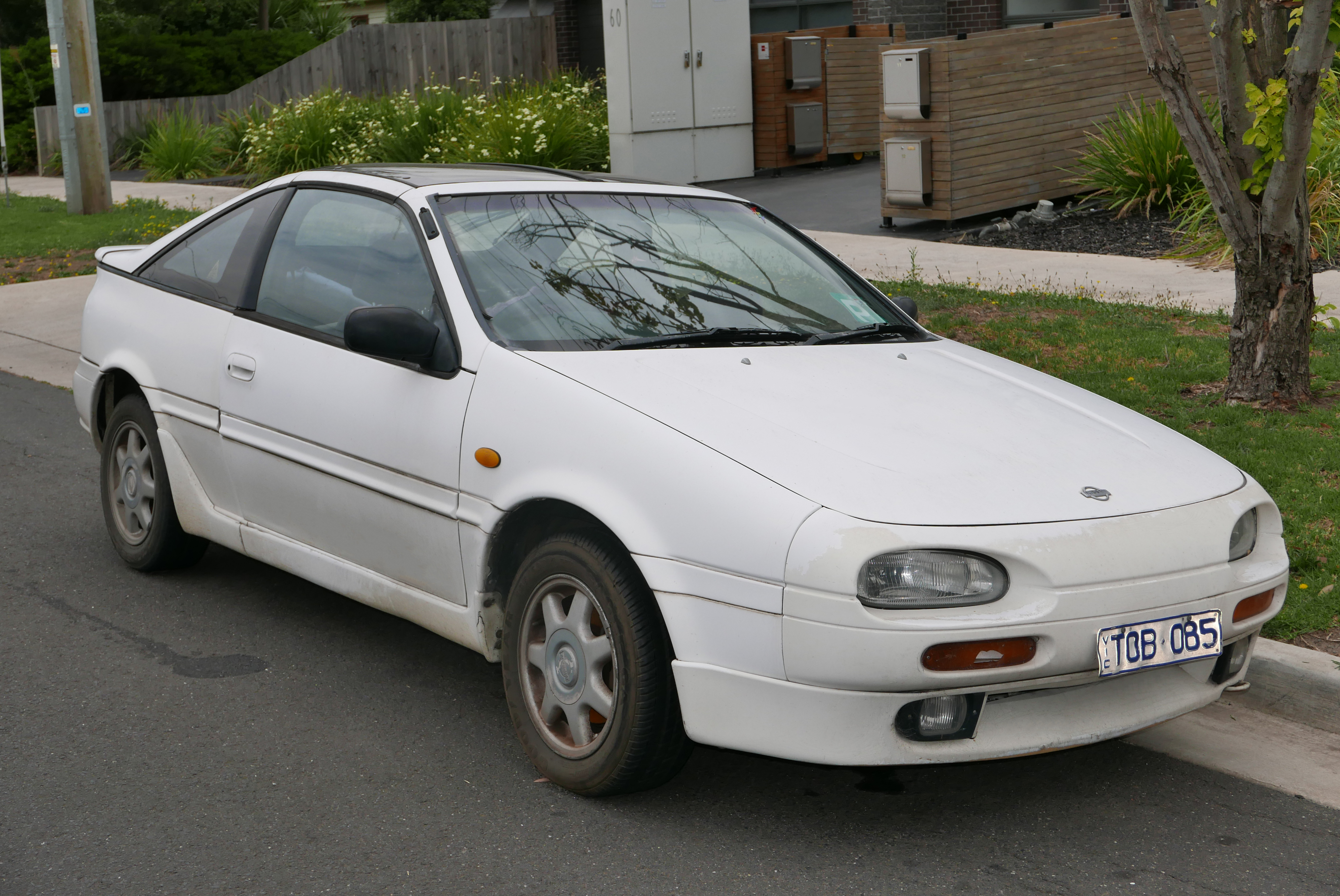
Вид спереди
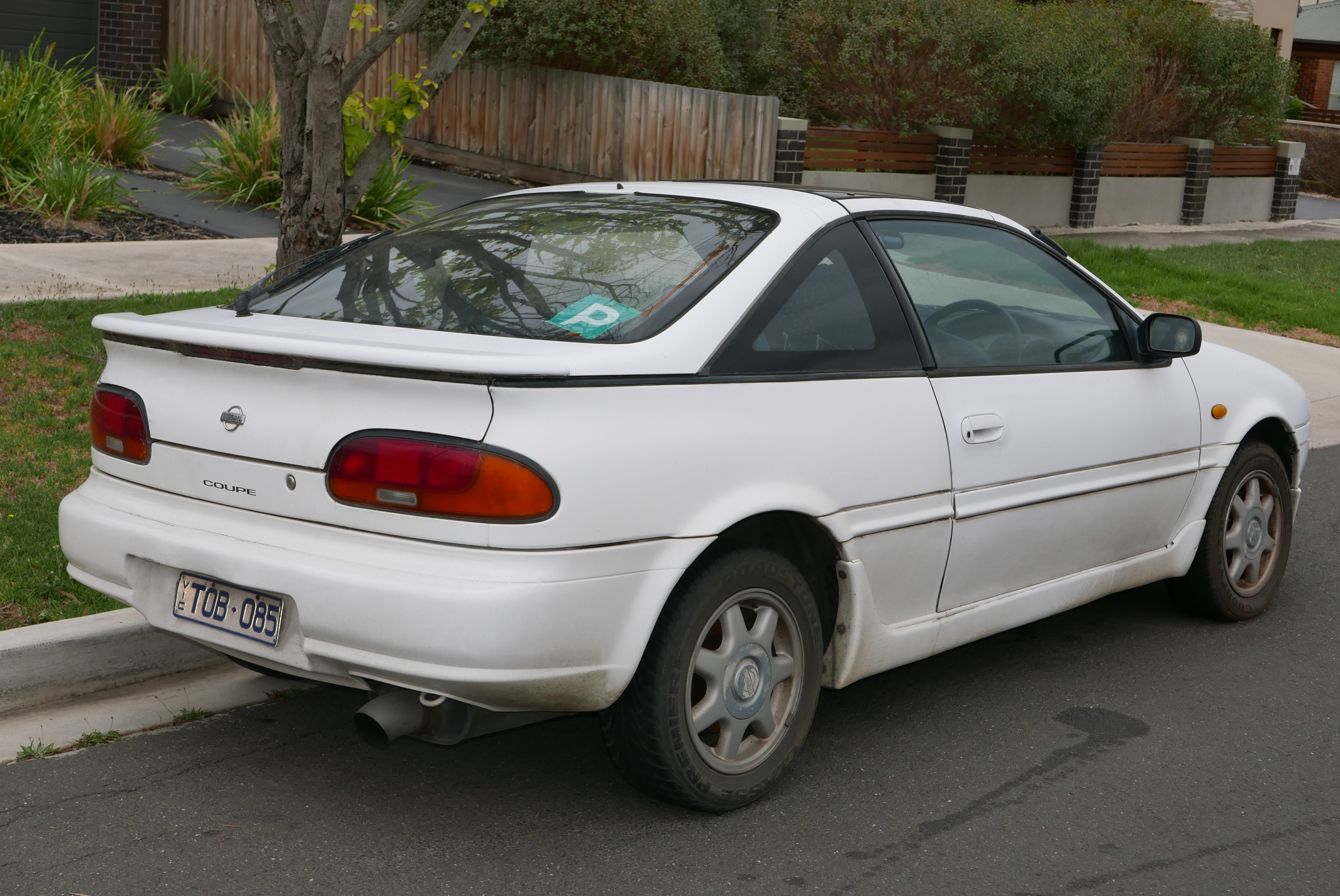
Вид сзади